# Nedělní Sport
Nedělní Sport byl jediný celostátní nedělník zaměřený na aktuální sportovní dění. Vycházel od září 2005 do června 2022 ve vydavatelství Czech News Center. Zaměřoval se na rozhovory a reportáže ze světa sportu, aktuální články a výsledky sobotních zápasů. 
Internetovou verzí deníku Sport je web iSport.cz